# Porolepiformes
Los Porolepiformes son un  orden extinto de peces sarcopterigios que vivieron durante el Devónico, hace alrededor de 416 a 359 millones de años.
Algunos autores, como Jarvik, creyeron que los porolepiformes habían dado lugar a los urodelos y cecilias independientemente de los otros tetrápodos, idea que ha sido abandonada. Jarvik arguyó que los porolepiformes poseían coanas, carácter que los ligaría a los tetrápodos, pero ello fue refutado cuando se demostró que eran interpretaciones erróneas de los fósiles.

## Filogenia
Recientes reconstrucciones filogenéticas sitúan a los porolepiformes cerca de los dipnoos, como puede observarse en cladograma siguiente:
|  | Porolepiformes † |
|  |                  |
|  | Dipnoi           |
|  |                  |

|  | \| \| Osteolepiformes † \| \| \| \| \| \| Tetrapoda (vertebrados terrestres) \| \| \| \| |
|  |                                                                                          |
|  | Osteolepiformes †                                                                        |
|  |                                                                                          |
|  | Tetrapoda (vertebrados terrestres)                                                       |
|  |                                                                                          |

|  | Osteolepiformes †                  |
|  |                                    |
|  | Tetrapoda (vertebrados terrestres) |
|  |                                    |

|  | \| \| Osteolepiformes † \| \| \| \| \| \| Tetrapoda (vertebrados terrestres) \| \| \| \| |
|  |                                                                                          |
|  | Osteolepiformes †                                                                        |
|  |                                                                                          |
|  | Tetrapoda (vertebrados terrestres)                                                       |
|  |                                                                                          |

|  | Osteolepiformes †                  |
|  |                                    |
|  | Tetrapoda (vertebrados terrestres) |
|  |                                    |

|  | Porolepiformes † |
|  |                  |
|  | Dipnoi           |
|  |                  |

|  | \| \| Osteolepiformes † \| \| \| \| \| \| Tetrapoda (vertebrados terrestres) \| \| \| \| |
|  |                                                                                          |
|  | Osteolepiformes †                                                                        |
|  |                                                                                          |
|  | Tetrapoda (vertebrados terrestres)                                                       |
|  |                                                                                          |

|  | Osteolepiformes †                  |
|  |                                    |
|  | Tetrapoda (vertebrados terrestres) |
|  |                                    |

|  | \| \| Osteolepiformes † \| \| \| \| \| \| Tetrapoda (vertebrados terrestres) \| \| \| \| |
|  |                                                                                          |
|  | Osteolepiformes †                                                                        |
|  |                                                                                          |
|  | Tetrapoda (vertebrados terrestres)                                                       |
|  |                                                                                          |

|  | Osteolepiformes †                  |
|  |                                    |
|  | Tetrapoda (vertebrados terrestres) |
|  |                                    |

|  | Porolepiformes † |
|  |                  |
|  | Dipnoi           |
|  |                  |

|  | \| \| Osteolepiformes † \| \| \| \| \| \| Tetrapoda (vertebrados terrestres) \| \| \| \| |
|  |                                                                                          |
|  | Osteolepiformes †                                                                        |
|  |                                                                                          |
|  | Tetrapoda (vertebrados terrestres)                                                       |
|  |                                                                                          |

|  | Osteolepiformes †                  |
|  |                                    |
|  | Tetrapoda (vertebrados terrestres) |
|  |                                    |

|  | \| \| Osteolepiformes † \| \| \| \| \| \| Tetrapoda (vertebrados terrestres) \| \| \| \| |
|  |                                                                                          |
|  | Osteolepiformes †                                                                        |
|  |                                                                                          |
|  | Tetrapoda (vertebrados terrestres)                                                       |
|  |                                                                                          |

|  | Osteolepiformes †                  |
|  |                                    |
|  | Tetrapoda (vertebrados terrestres) |
|  |                                    |

|  | Porolepiformes † |
|  |                  |
|  | Dipnoi           |
|  |                  |

|  | \| \| Osteolepiformes † \| \| \| \| \| \| Tetrapoda (vertebrados terrestres) \| \| \| \| |
|  |                                                                                          |
|  | Osteolepiformes †                                                                        |
|  |                                                                                          |
|  | Tetrapoda (vertebrados terrestres)                                                       |
|  |                                                                                          |

|  | Osteolepiformes †                  |
|  |                                    |
|  | Tetrapoda (vertebrados terrestres) |
|  |                                    |

|  | \| \| Osteolepiformes † \| \| \| \| \| \| Tetrapoda (vertebrados terrestres) \| \| \| \| |
|  |                                                                                          |
|  | Osteolepiformes †                                                                        |
|  |                                                                                          |
|  | Tetrapoda (vertebrados terrestres)                                                       |
|  |                                                                                          |

|  | Osteolepiformes †                  |
|  |                                    |
|  | Tetrapoda (vertebrados terrestres) |
|  |                                    |

## Taxonomía
Los porolepiformes incluyen ocho géneros agrupados en dos familias:
Familia Porolepidae †
- Heimenia †
- Porolepis †

Familia Holoptychidae †
- Ventalepis †
- Duffichthys †
- Glyptolepis †
- Holoptychus †
- Laccognathus †
- Pseudosauripterus †